# Канський Всеволод Єлисейович
Все́волод Єлисе́йович Ка́нський (нар. 6 червня 1911 — пом. 20 листопада 1993) — радянський військовик часів Другої світової війни, командир стрілецької роти 1006-го стрілецького полку 266-ї стрілецької дивізії, старший лейтенант. Герой Радянського Союзу (1945).

## Життєпис
Народився 6 червня 1911 року в селі Дубовому, волосному центрі Тираспольського повіту Херсонської губернії (нині — Окнянський район Одеської області) в селянській родині. Українець. У 1938 році закінчив Харківський залізничний інститут. Працював майстром у Військпроекті.
До лав РСЧА призваний Валуйським РВК у березні 1943 року. Закінчив Курси удосконалення командного складу (КУКС). Учасник німецько-радянської війни з вересня 1943 року. Воював на Південно-Західному, 3-у і 4-у Українських та 1-у Білоруському фронтах. Командував стрілецьким взводом, стрілецькою ротою. Двічі був поранений, одного разу — важко.
У січні 1945 року в бою за Нагурно-Коло в складі армійського рухомого загону, діючи на чолі стрілецького взводу, першим увірвався до населеного пункту Романув, знищивши 14 і полонивши 18 солдатів ворога. Закріпився й утримував зі своїми бійцями Романув бо підходу основних сил батальйону. 23 січня діючи в складі посиленої роти в районі Рогозин зі своїм взводом нагнав ворожу колону, яка в результаті бою була повністю знищена.
1 лютого 1945 року, утримуючи плацдарм на Одері, 6-а стрілецька рота під командуванням лейтенанта В. Є. Канського протягом дня відбила 4 контратаки танків і піхоти супротивника, знищивши при цьому 2 танки і понад 100 солдатів ворога.
Особливо командир стрілецької роти старший лейтенант В. Є. Канський відзначився в боях за Берлін. 19 квітня 1945 року в бою за Рінгенвальде супротивник перейшов у контратаку. Здійснюючи задум командира батальйону обійти ворога з флангів, В. Є. Канський зі своєю ротою відволікав увагу супротивника й прийняв на себе всю міць ворожого удару. Відбивши контратаку, сам повів бійців у контрнаступ. Тим часом дві інші роти батальйону обійшли супротивника з північного заходу й увірвались до міста. У вуличних боях в Берліні 28 квітня рота першою увірвалась до укріпленого вогнища оборони супротивника — берлінської в'язниці, яку боронили до 500 вояків СС. При цьому знищено до 80 і взято в полон до 40 солдатів ворога.
Після закінчення війни демобілізувався. Член КПРС з 1949 року. У 1951 році закінчив Харківський державний університет. Працював старшим геологом у комплексній геологорозвідувальній експедиції «Харківнафтогазрозвідка».
Мешкав у Харкові, де й помер 20 листопада 1993 року. Похований на міському цвинтарі № 2.

## Нагороди
Указом Президії Верховної Ради СРСР від 31 травня 1945 року за зразкове виконання бойових завдань командування на фронті боротьби з німецькими загарбниками та виявлені при цьому відвагу і героїзм, старшому лейтенантові Канському Всеволоду Єлисейовичу присвоєне звання Героя Радянського Союзу з врученням ордена Леніна і медалі «Золота Зірка» (№ 5842).
Також був нагороджений двома орденами Червоного Прапора (22.02.1945, 22.02.1945), орденом Вітчизняної війни 1-го ступеня (11.03.1985) і медалями.